# Ivándárda, Baranya
Ivándárda este un sat în districtul Mohács, județul Baranya, Ungaria, având o populație de 234 de locuitori (2011). 

## Demografie
Componența etnică a satului Ivándárda
     Maghiari (86,16%)
     Germani (13,84%)
Componența confesională a satului Ivándárda
     Romano-catolici (41,88%)
     Fără religie (25,64%)
     Reformați (11,97%)
     Luterani (2,99%)
     Necunoscută (17,52%)
Conform recensământului din 2011, satul Ivándárda avea 234 de locuitori. Din punct de vedere etnic, majoritatea locuitorilor (86,16%) erau maghiari, cu o minoritate de germani (13,84%). Nu există o religie majoritară, locuitorii fiind romano-catolici (41,88%), persoane fără religie (25,64%), reformați (11,97%) și luterani (2,99%). Pentru 17,52% din locuitori nu este cunoscută apartenența confesională.